# 克雷斯納市鎮

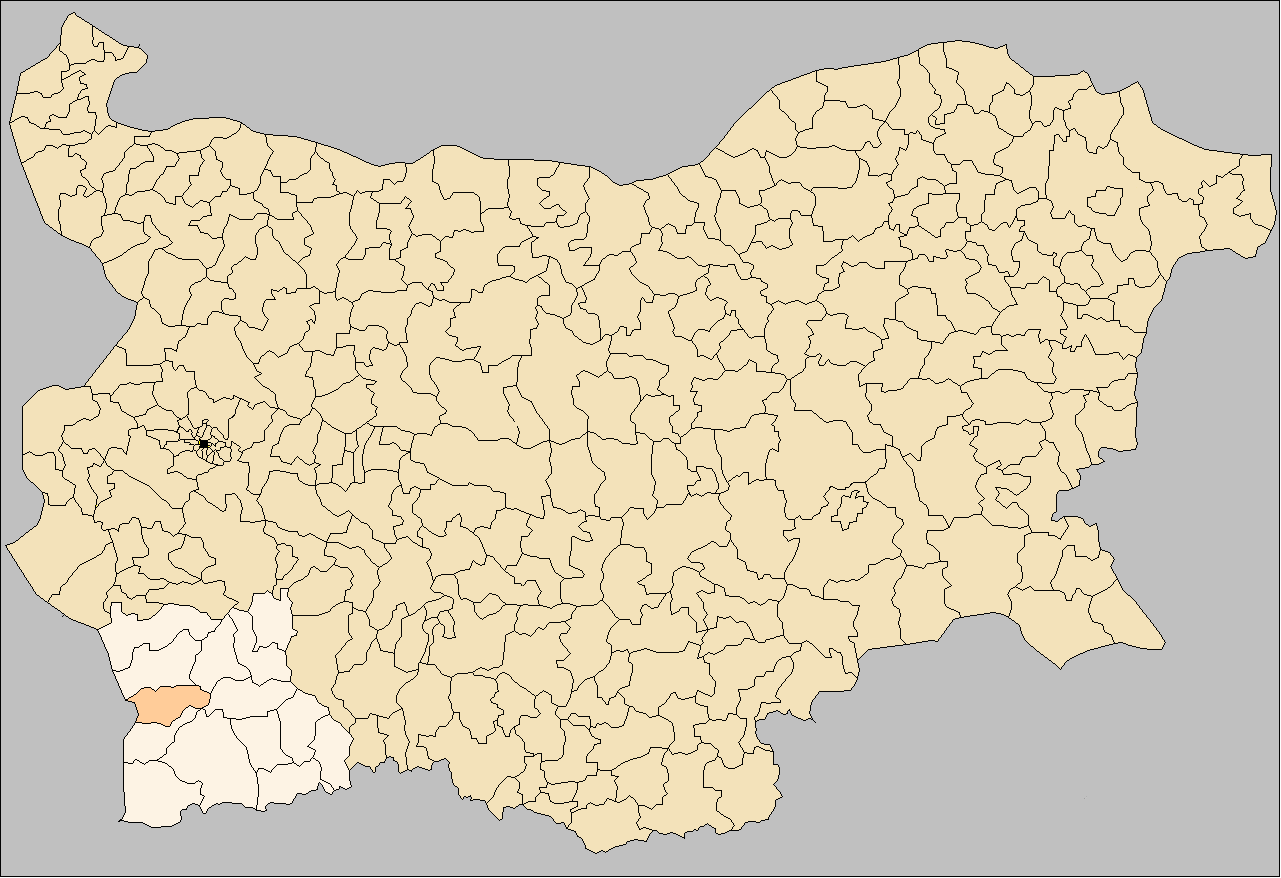

克雷斯納市鎮，是保加利亞西南部布拉戈耶夫格勒州的市鎮，行政中心为克雷斯納，面積344.55平方公里，2008年人口5,895，人口密度每平方公里17.14人。
41°44′N 23°10′E / 41.733°N 23.167°E